# Черна тигрова змия
Черните тигрови змии (Notechis ater) са вид влечуги от семейство Аспидови (Elapidae).
Таксонът е описан за пръв път от австралийския зоолог Джерард Крефт през 1866 година.